# طبلية

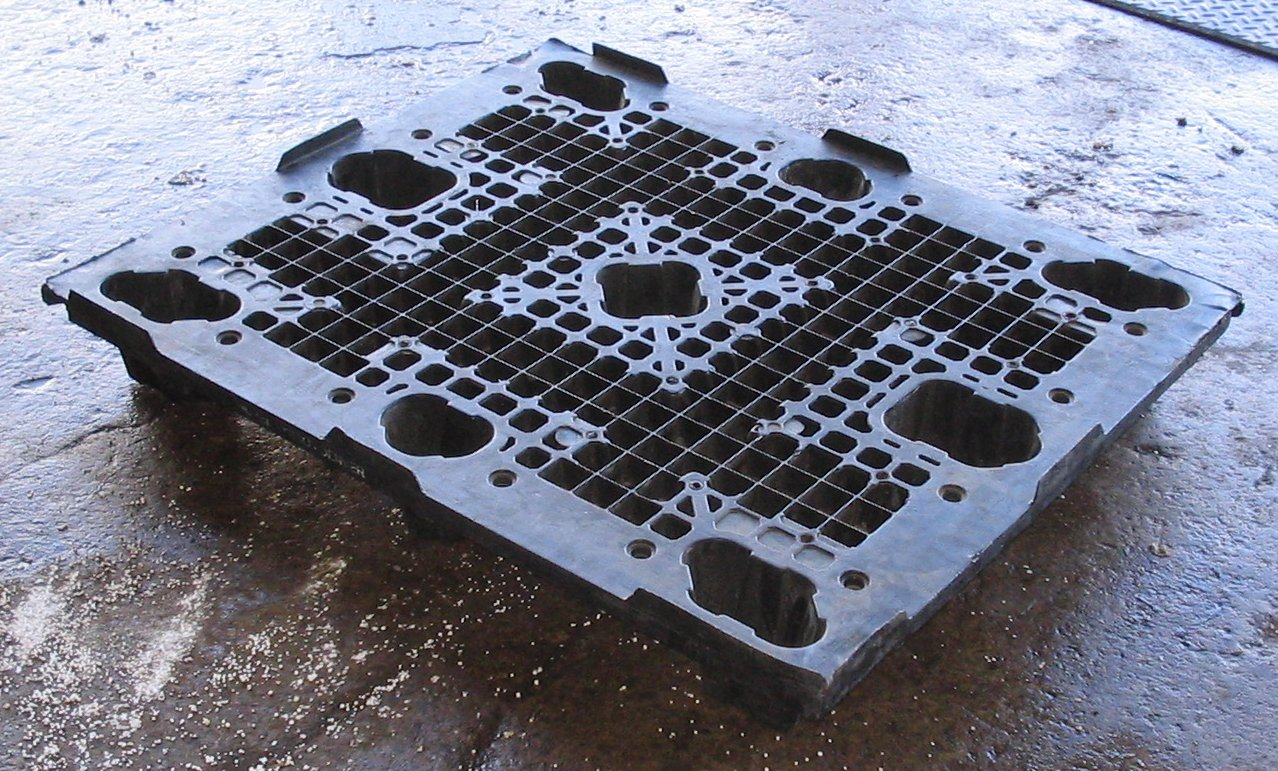
طبلية مصنوعة من اللدائن.

الطبلية أو طبلية تحميل أو المنصة النقالة أو منصة تحميل هي منصة تستخدم لحمل المواد والبضائع باستخدام الرافعة شوكية. الطبلية هي الأساس الهيكلي لوحدة تحميل الذي يسمح المناولة والتخزين. يتم وضع البضائع أو حاويات الشحن في كثير من الأحيان على طبلية مربوطة بإحكام ومن ثم تشحن. منذ اختراع الطبلية في القرن العشرين، استخدامت بشكل كبير وتركت الأشكال القديمة من الصناديق مثل صندوق خشبي و برميل خشبي، كما أنها تعمل بشكل جيد مع التعبئة والتغليف الحديثة مثل صناديق الورق المقوى و حاويات النقل المتعدد الوسائط التي تستخدم عادة للشحن بالجملة.
معظم الطبليات عادةً تكون مصنوعة من خشب، ويوجد أيضاً طبليات مصنوعة من حديد و لدائن والمواد المعاد تدويرها، وكل مادة لها مزايا وعيوب.

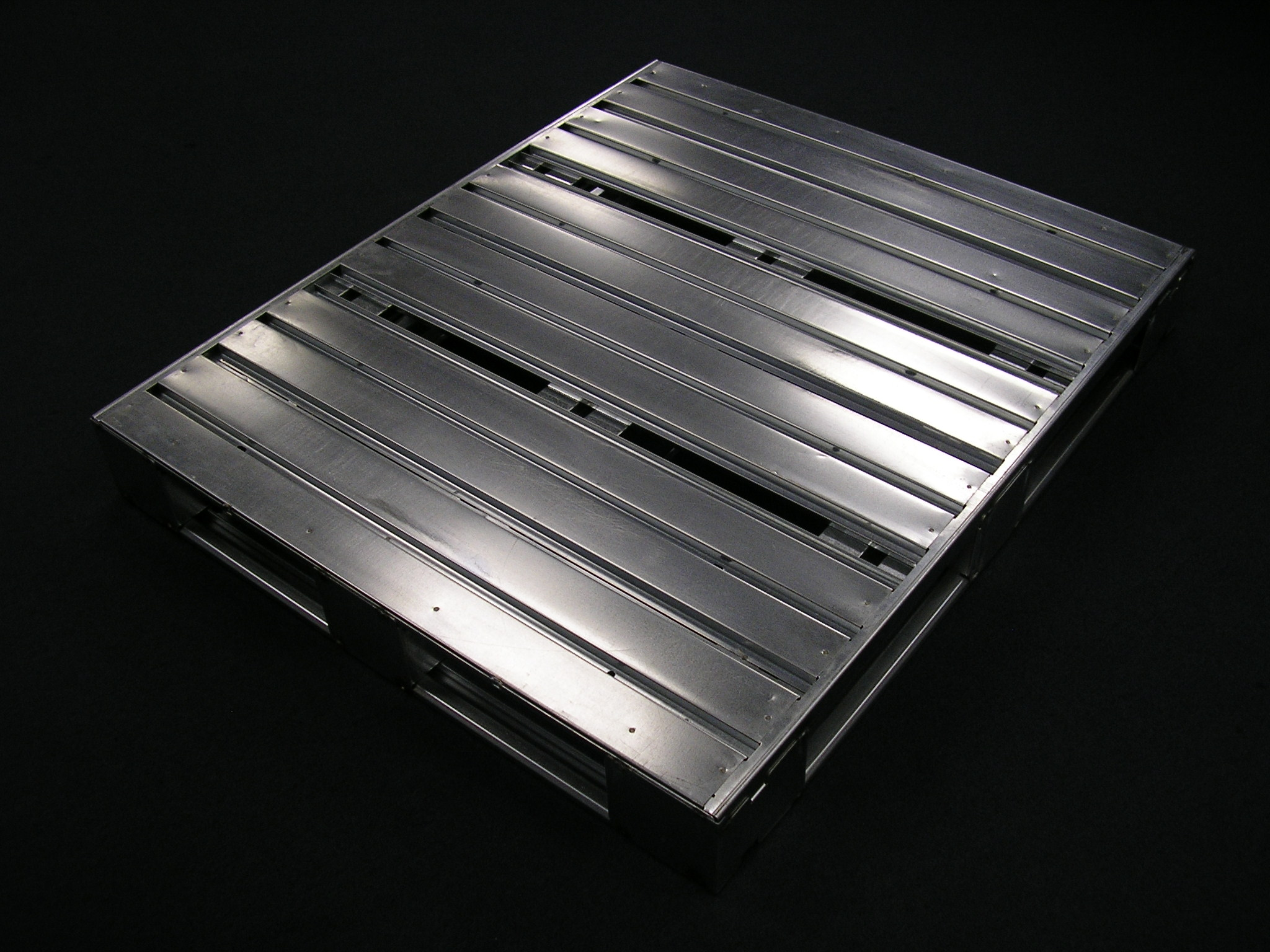
طبلية مصنوعة من المعادن.

## المواد المستخدمة في صنعها
أرخص الطبليات عادة تكون مصنوعة من الخشب اللين، وترمى في القمامة بعد إستخدامها في نقل البضائع أو إستخدامها كحطب.
طبليات للدائن وتصنع من اللدائن الجديد أو المعاد تدويره حيث إن طبليات اللدائن قابلة لإعادة التدوير والصنع من جديد، وهي طبليات مكلفة حيث يتم إستإجارها ومن ثم إعادتها إلى المرسل الأصلي، عادة ما تكون دائمة للغاية، وتستمر لمدة مائة رحلة أو أكثر.
طبليات المعادن شبيهة بأختها من اللدائن حيث انها مكلفة، وتستمر لمدة طويلة قبل تلفها، ومن ثم يعاد تدويرها.

## التقييس والتنظيم
المنصات الخشبية تتكون عادة من ثلاثة أو أربعة ألواح خشبية، وعلى رأسها يتم وضع الحمولة.
الطبليات تخضع لتوحيد مقاستها ليسهل نقله بالرافعة الشوكية وتسعى منظمات دولية لتنظيم هذه المقاسات.
جدول يوضح طبليات المنظة الدولية للمعايير (إيزو) يتكون من ستة مقاسات.
| الأبعاد بالميل متر | المناطق الأكثر استخداماً           |
| ------------------ | --------------------------------- |
| 1016 × 1219        | أمريكا الشمالية                   |
| 1000 × 1200        | أوروبا، آسيا                      |
| 1165 × 1165        | أستراليا                          |
| 1067 × 1067        | أمريكا الشمالية والجنوبية، أوروبا |
| 1100 × 1100        | آسيا                              |
| 800 × 1200         | أوروبا، يناسب العديد من المداخل   |

## مخاطر الحريق
كل من اللدائن والخشب قابل للاحتراق لذالك تت×ذ بعض الإجرآت لحماية الطبليات من التعرض للنار أثناء شحن البضائع.